# Jean Vergauwen-Goethals
Jean Vergauwen-Goethals (Gent, 21 februari 1799 - 29 maart 1881) was lid van het Belgisch Nationaal Congres en was senator.

## Levensloop
In oktober 1830 werd Vergauwen door het kiezerskorps van het arrondissement Gent verkozen als een van de twaalf vertegenwoordigers van dit arrondissement in het Nationaal Congres. Hij liet van zich niet horen, althans niet in de openbare zittingen, maar nam deel aan alle belangrijke stemmingen. Zo stemde hij voor de onafhankelijkheidsverklaring en voor de eeuwigdurende uitsluiting van de Nassaus. In de eerste ronde voor de verkiezing van een koning stemde hij voor de hertog van Leuchtenberg en voor het regentschap gaf hij de voorkeur aan Félix de Mérode. 
Hij stemde tegen Leopold van Saksen Coburg en verklaarde dat deze verkiezing voorbarig was. Hij stemde tegen het Verdrag der XVIII artikelen en was een van de 37 congresleden die het adres aan het Congres ondertekenden, waarmee werd gewezen op de onverzoenlijkheid tussen de eed die de nieuwe koning zou moeten afleggen om het grondgebied ongeschonden te bewaren en anderzijds de toegevingen die men op zich nam door de opgelegde XVIII artikelen.
Na 1831 was Vergauwen provincieraadslid van Oost-Vlaanderen en in 1855 werd hij tot katholiek senator verkozen, een mandaat dat hij tot in 1863 bekleedde. Hij woonde in Gent in het 18de-eeuwse Hôtel Zaman in de Koningstraat (sinds 1990 beschermd monument).

## Familie
Jean Vergauwen, die ingeschreven stond als handelaar, was lid van de familie Vergauwen. Hij was een zoon van de handelaar Jean-Baptiste Vergauwen en van Marie-Thérèse De Baets. Hij trouwde in 1823 met Colette Goethals (1800-1843), met wie hij zes kinderen had. Zoon Octave Vergauwen (1827-1900) werd diplomaat en was provincieraadslid voor West-Vlaanderen (1884-1888) en zoon Georges Vergauwen (1831-1905) werd provincieraadslid voor West-Vlaanderen (1860-1883) en burgemeester van het Oost-Vlaamse Berlare. De twee broers trouwden met de gezusters en jonkvrouwen de le Court (of Delacourt) uit Den Bosch. Octave had vijf kinderen, maar zonder verder nageslacht. Georges had vier kinderen, onder wie advocaat Frédéric Vergauwen (1874-1919), die trouwde met een du Roy de Blicquy en van 1914 tot 1919 katholiek volksvertegenwoordiger was voor het arrondissement Gent-Eeklo. Ook hier zonder verder nageslacht.
Jean Vergauwen had een broer, Franz Vergauwen (1801-1881), die trouwde met Adèle Manderbach (1814-1900), van wie de drie dochters en de twee zonen trouwden met telgen uit de adellijke families de Montpellier d'Annevoie, Fallon, Stas de Richelle, de Zualart en Veranneman de Watervliet. Franz Vergauwen was plaatsvervangend lid voor het Nationaal Congres (maar werd geen effectief lid), werd eveneens senator (1845-1851 en 1854-1878), was burgemeester van Scheldewindeke en was een van de grote bibliofielen en boeken- en handschriftenverzamelaars in het negentiende-eeuwse België. Hij was ook mede-eigenaar en uitgever van twee katholieke en unionistische Gentse nieuwsbladen, Le Journal des Flandres en Den Vaderlander.
De twee broers Vergauwen behoorden in Gent tot de voorvechters van de Belgische Revolutie en botsten dan ook onvermijdelijk met de orangisten, die in Gent talrijk waren. Zo kwam het tot een hevige publieke twist op 14 mei 1831 waarbij de orangist Charles d'Hane de Steenhuyse (1787-1858) tijdens een concert op de Kouter Franz Vergauwen op scheldwoorden trakteerde en hem een mep in zijn gezicht gaf, iets waar hij een veroordeling voor opliep.
Jean en Franz Vergauwen verkregen in 1871 opname in de adelstand en de tweede heeft tot heden een (beperkt) nageslacht. De wapenspreuk luidt: Pro Fide et Patria.